# Best in Show
Best in Show é uma coletânea musical da banda Grinspoon, lançado a 7 de Novembro de 2005.
As faixas estão dispostas por ordem cronológica, desde "Champion" gravada em 1995, até "Hard Act to Follow" gravada em 2004.
| Críticas profissionais                                                      | Críticas profissionais |
| Avaliações da crítica                                                       | Avaliações da crítica  |
| Fonte                                                                       | Avaliação              |
| --------------------------------------------------------------------------- | ---------------------- |
| Fretplay.com                                                                | [ 1 ]                  |
| allmusic                                                                    | (sem nota)             |
| Esta tabela precisa de ser acompanhada por texto em prosa. Consulte o guia. |                        |

## Faixas
1. "Sweet as Sugar" - 3:15
2. "Champion" - 2:42
3. "DCX3" - 2:55
4. "Post Enebriated Anxiety" - 2:39
5. "Just Ace" - 1:48
6. "More Than You Are" - 3:12
7. "Black Friday" - 2:30
8. "Secrets" - 3:07
9. "Rockshow" - 4:07
10. "Ready 1" - 2:36
11. "1000 Miles" - 2:22
12. "No Reason" - 3:51
13. "Lost Control" - 3:32
14. "Chemical Heart" - 4:40
15. "Bleed You Dry" - 3:28
16. "Hold on Me" - 2:46
17. "Better off Alone" - 3:55
18. "Hard Act to Follow" - 3:32

### Disco bónus
1. "Don't Change" (Cover de INXS) - 3:52
2. "And I Heard the Fire Sing" - 3:01
3. "Snap Your Fingers, Snap Your Neck" (Cover de Prong) - 4:27
4. "I Was a Kamikaze Pilot" (Cover de Hoodoo Gurus) - 3:15
5. "Take a Long Line" (Cover de The Angels) - 3:10
6. "Don't Wanna Be the One" (Cover de Midnight Oil) - 3:19